# Heliosismologia

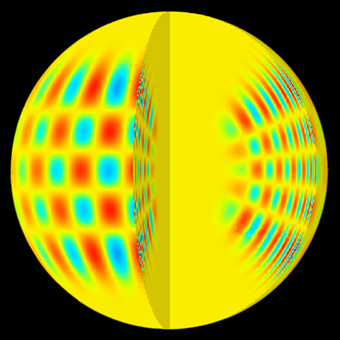
Uma imagem gerada por computador, mostrando o padrão de um oscilação acústica de modo-p tanto no interior como na superfície do Sol (l=20, m=16, e n=14). Note que o aumento na velocidade das ondas acústicas à medida que se aproximam do centro do Sol, causam um aumento correspondente no comprimento da onda acústica.

A heliosismologia é o estudo da propagação das ondas de pressão no Sol. Apesar do nome sugerir o contrário, heliosismologia é o estudo das ondas de pressão solar e não da atividade sísmica do Sol - tal coisa não existe. O nome é derivado da prática similar do estudo terrestre das ondas sísmicas para determinar a composição do interior da Terra. A heliosismologia pode ser comparada à asterosismologia, a qual estuda a propagação de ondas acústicas em outras estrelas, que não o Sol.
Ao contrário das ondas sísmicas na Terra, as ondas no Sol não têm praticamente nenhuma componente de cisalhamento (ondas-s). As ondas de pressão solares são geradas pela turbulência na zona de convecção, próxima da superfície do Sol, e certas frequências são amplificadas por interferência construtiva. Em outras palavras, a turbulência "toca" o Sol como a um sino. As ondas acústicas são transmitidas à fotosfera exterior, onde a luz emitida pelo Sol é gerada. As oscilações acústicas são detectáveis em quase qualquer série temporal de imagens solares, mas são melhor observadas através das medidas de deslocamento Doppler das linhas de emissão da fotosfera. Mudanças na propagação das ondas de pressão através do Sol revelam as estruturas internas e permitem aos astrofísicos desenvolver modelos detalhados das condições no interior do Sol.
Alguns pontos revelados pela heliosismologia incluem a rotação em diferentes velocidades da zona convectiva mais externa e da zona radiativa mais interna, o que gera o campo magnético principal do Sol, e a ejecção de feixes de plasma da zona convectiva a milhares de quilômetros além da superfície. Estes jatos formam frentes no equador, quebrando em tempestades ciclônicas menores em latitudes mais altas.
A heliosismologia pode também ser usada para detectar manchas solares sobre a face do Sol, a partir da Terra.

## Tipos de oscilações solares

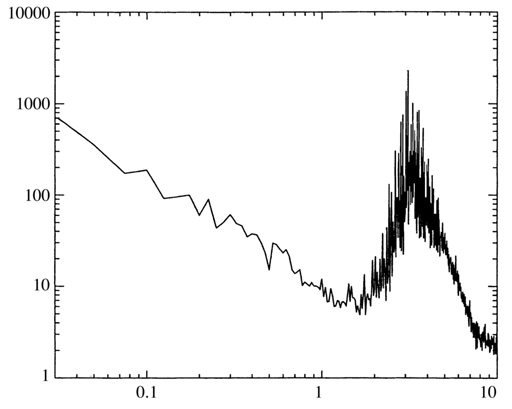
Espectro solar de baixa-resolução obtido pelo instrumento GOLF entre 19/Fev e 25/Mar/1996. O eixo horizontal é a frequência em MHz, o eixo vertical é a densidade de potência. A "oscilação de 5 minutos" é a série de linhas de modo-p na direita, entre 2 e 7 MHz.

As oscilações solares são essencialmente divididas em três categorias, baseadas na força restauradora que as conduz: modos de ondas acústicas, gravitacionais, e de gravidade-superfície.
- modos-p ou ondas acústicas têm a pressão como força restauradora, de onde vem o termo "modo-p". A dinâmica desses modos é determinada pela variação da velocidade do som dentro do Sol. Oscilações de modo-p têm frequências maiores que 1 MHz e são muito fortes no intervalo de 2-4 MHz, onde elas frequentemente são denominadas de "oscilações de 5 minutos". (Note: 5 minutos por ciclo é 1/3000 ciclos por segundo = 3.33 MHz). Os modos-p na superfície solar têm amplitudes de centenas de quilômetros e são facilmente detectados com imageamento Doppler ou imageamento sensível à intensidade de linhas espectrais.
- modos-g ou ondas de gravidade são ondas de densidade, as quais têm a gravidade com sua força restauradora, de onde vem o termo "modos-g". As oscilações de modo-g são ondas de baixa frequência (0-0.4 MHz). Elas estão confinadas ao interior do Sol abaixo da zona de convecção (que se estende de 0.7 a 1.0 raios solares), e praticamente não podem ser observadas na superfície. A força restauradora é causada pela expansão adiabática: em camadas mais internas do Sol, o gradiente de temperatura é fraco, e uma pequena porção de gás que se move, por exemplo, para cima irá ficar mais frio e mais denso que o gás ao seu redor, e será, portanto, puxado para trás à sua posição original; esta força restauradora controla os modos-g. Na zona convectiva do Sol, o gradiente de temperatura é levemente maior que a taxa de lapso adiabático, de modo que existe uma força anti-restauradora (que conduz a convecção) e os modos-g não podem se propagar. Os modos-g são ondas evanescentes através da zona de convecção inteira, e têm amplitudes residuais de somente alguns milímetros na fotosfera.
- modos-f ou ondas de gravidade superficial são também ondas de gravidade, mas ocorrem na ou próximo da fotosfera, onde o gradiente de temperatura de novo cai abaixo da taxa de lapso adiabático.

### Instrumentos em satélites
- GOLF
- VIRGO
- SOI/MDI
- TRACE

### Instrumentos em solo
- BiSON
- Mark-1
- GONG
- HiDHN